# Ленинградская областная универсальная научная библиотека
Ленинградская областная универсальная научная библиотека (ЛОУНБ) — главное государственное универсальное книгохранилище Ленинградской области, расположена в Санкт-Петербурге.
ЛОУНБ является центром библиотечного краеведения Ленинградской области, крупнейшим хранилищем краеведческих документов, ведущим учреждением в области краеведческой библиографической информации, организатором взаимодействия библиотек и других организаций и учреждений краеведческой направленности. В качестве научно-методического и координационного центра для 381 библиотек Ленинградской области ЛОУНБ занимается изучением организации библиотечного обслуживания населения, осуществляет методический мониторинг, прогнозирование основных направлений деятельности.
С 1976 года занимает дом №19 по Кирилловской улице в Центральном районе Санкт-Петербурга.

## История

### Советский период
Основана 18 октября 1944 года в рамках послевоенного восстановления, для создания сети библиотек во всех районах Ленинградской области. В послевоенный период являлась координационным, научно-методическим центром для множества общедоступных библиотек.
Ленинградская областная универсальная научная библиотека открылась 5 февраля 1945 года в сорокаметровой комнате на четвёртом этаже в помещении Ленинградского областного отдела народного образования на улице Пролеткульта, д. 1 (ныне Малая Садовая). Областная библиотека несколько лет ютилась в небольших помещениях по адресу Смольный, 1 (с 6 марта 1946 года), Литейный проспект, 51-а (с ноября 1946 года), Литейный проспект, 57 (с ноября 1950 года). Здесь библиотека проработала 26 лет до февраля 1976 года. Общая площадь помещения составляла 598 м², что дало возможность расставить книжный фонд, приступить к созданию каталогов, справочного аппарата библиографического отдела, организовать методический кабинет, организационно улучшить и расширить работу межбиблиотечного и заочного абонементов, что было очень важно, так как жители Ленинграда не имели права пользоваться услугами Областной библиотеки. Вся её деятельность была целиком ориентирована на обслуживание населения области.
Для обслуживания населения были организованы передвижки (в 1946 — 12, в 1950 — 54). В 1946 был создан филиал в Вялкъярви (Мичуринское Приозерского района), а в 1947 — в Энсоо (Светогорск Выборгского района), открыт заочный абонемент. К концу 1950 он обслуживал 240 читателей, в том числе 24 % педагогов и 35 % ИТР; просуществовал до начала 1980-х гг.
Время шло, фонды библиотеки росли, и в 1976 году начался переезд учреждения в здание на улицу Кирилловская, д.19. Переезд в это здание позволил перейти от заочного к очному обслуживанию читателей через систему отраслевых читальных залов.

### Современное состояние
ЛОУНБ важным научным центром изучения краеведения Ленинградской области. Особую ценность представляет фонд изданий о Санкт-Петербургской губернии и Ленинградской области по историко-культурному, социально-экономическому, природно-климатическому профилю, архив местной печати (ок. 25 тыс. ед. хр.). Это главное государственное универсальное книгохранилище Ленинградской области, содержащее около полумиллиона изданий отечественной литературы по всем отраслям знаний, CD, видео- и аудиокассеты, грампластинки.
В 2005 г. фонды ЛОУНБ насчитывали более 400 тыс. единиц хранения по всем отраслям знания. Библиотека выписывала около 500 наименований газет и журналов.
Важной вехой в обеспечении оперативного обслуживания пользователей области стало создание передвижного библиотечно-информационного центра (БИЦ). Помимо обеспечения доступа к фондам и электронным ресурсам, автобиблиотека инициирует проведение гуманитарно-культурных, благотворительных акций, просветительских мероприятий, развивает партнерские отношения с различными организациями.
Областная библиотека выступила инициатором и организатором проведения «Губернских чтений» с привлечением научных специалистов России и зарубежья.
Активная издательская деятельность является важной частью работы библиотеки. Выходят библиографические и краеведческие указатели, издания краеведческой направленности, каталоги проводимых выставок, обзоры деятельности библиотек Ленинградской области по разным направлениям.
ЛОУНБ создает собственные электронные продукты:
- «Волховский фронт: по страницам региональной печати»,
- «Библиотечное краеведение на рубеже веков»,
- «Малочисленные коренные народы Ленинградской области»,
- «Меценаты и благотворители Санкт-Петербургской губернии»,
- «Герои Советского Союза — защитники Ленинграда и Ленинградской области» и другие.

В 2013 году был открыт веб-сайт ЛОУНБ (http://lopress.47lib.ru) «Ленинградская область. Периодические издания и краеведческие материалы», объединивший оцифрованные краеведческие материалы из фондов ЛОУНБ. Созданы мультимедийные ресурсы:
- «Имена на карте: защитники Отечества»,
- «Пушкинские места Ленинградской области».

Также создан мультимедийный ресурс «Имена на карте Ленинградской области». Ресурс снабжён алфавитным, географическим указателями, а также указателем по видам деятельности персоналии. Страницы с биографиями снабжены картами-схемами, на которых отмечены места пребывания и отдельно выделены источники информацию.
Ведется работа по формированию страхового фонда местных периодических изданий первых послевоенных выпусков на электронных носителях. Создаются электронные книжные коллекции, примером может служить коллекция «Административно-территориальные деления Санкт-Петербургской губернии — Ленинградской области». Созданная коллекция позволит сделать уникальные фонды ЛОУНБ максимально доступными для жителей области без ущерба для сохранности бумажных оригиналов и одновременно обеспечит их сохранность для будущих поколений.
18 октября 2014 года Ленинградская областная универсальная научная библиотека отметила 70-летие со дня основания. 23-24 октября 2019 года состоялись юбилейные мероприятия, посвящённые 75-летию Ленинградской областной универсальной научной библиотеки
Проводится большое количество мероприятий.
В 2020 родился проект спасения бывшего гостевого дома-усадьбу Всеволожских. Этот объект планируется отреставрировать и «переформатировать» — в здании расположится Ленинградская областная универсальная научная библиотека, а также музей истории ленинградской литературы.

## Структура
- Администрация
- Бухгалтерия
- Отдел обслуживания читателей
- Научно-методический отдел
- Сектор внестанционарного обслуживания
- Отдел библиотечного маркетинга и PR
- Общий читальный зал
- Сектор взаимодействия с библиотеками Ленинградской области
- Отдел краеведения
- Отдел комплектования и обработки
- Справочно-библиографический отдел
- Сектор комплектования
- сектор научной информации по культуре и искусству
- отдел основного фонда
- сектор по сохранности фонда
- отдел автоматизации и компьютерных технологий
- сектор библиотечных технологий
- Сектор хранения обязательного экземпляра документов Ленинградской области

## Членство и сотрудничество
ЛОУНБ является членом Российской библиотечной ассоциации (РБА), Петербургского библиотечного общества (ПБО).
Постоянными партнерами ЛОУНБ являются Российская национальная библиотека, Санкт-Петербургский государственный университет культуры и искусства, Международный благотворительный фонд им. Д. С. Лихачева, Дом дружбы Ленинградской области, Центр современной литературы и книги, Союз писателей Санкт-Петербурга, Благотворительный фонд им. Ю.Г. Слепухина.
В 2015 году в стенах библиотеки начал работу удаленный электронный читальный зал Президентской библиотеки им. Б.Н. Ельцина, созданный в рамках Соглашения о сотрудничестве, которое было заключено между Президентской библиотекой имени Б.Н. Ельцина и Ленинградской областной универсальной библиотекой.